# Gypsy Rose Lee
Gypsy Rose Lee (también conocida como Rose Louise Hovick y Louise Hovick) (8 de enero de 1911-26 de abril de 1970) fue una actriz y vedette estadounidense, artista del género burlesque y escritora cuyas memorias de 1957, escritas como homenaje a su madre, fueron llevadas al musical y al cine con el nombre de Gypsy: A Musical Fable.

## Inicios
Su verdadero nombre era Rose Louise Hovick, y nació en Seattle, Estado de Washington. Inicialmente era conocida por su nombre intermedio, Louise. Su madre, Rose Thompson Hovick, se casó con John Olaf Hovick, publicitario de prensa. Su hermana, Ellen June Hovick (más conocida como la actriz June Havoc), nació en 1913. 
Tras el divorcio de sus padres, las chicas mantenían la familia actuando en el vodevil, donde brillaba el talento de June, permaneciendo Louise a su sombra. 

## Éxito artístico
El talento para el baile y para el canto de Louise no era suficiente sin la presencia de June. Finalmente Louise decidió que podía ganarse la vida en el burlesque, género en el cual se ganó su legendario estatus. Sus innovaciones consistieron en el estilo casual, frente a los movimientos espasmódicos de otras estríperes (hizo énfasis en la broma durante los "striptease") y llevó un agudo sentido del humor a sus actuaciones. En esa época cambió su nombre por el Gypsy Rose Lee convirtiéndose en una de las principales estrellas del Burlesque de Minsky, con el cual trabajó cuatro años. Trabajando con los hermanos Minsky fue arrestada en varias ocasiones. 
Finalmente viajó a Hollywood, donde fue conocida como Louise Hovick. Después volvió a Nueva York, e invirtió en el productor Mike Todd (1909-1958), interpretando finalmente varias de sus películas.
Intentando describir lo que era Gypsy (una estríper de clase alta), Henry Louis Mencken acuñó el término ecdysiasta. Su estilo intelectual mientras hacía estriptis fue parodiado en el número "Zip!" de la obra de Rodgers y Hart Pal Joey, pieza en la que actuaba su hermana June. Gypsy aparece interpretando una versión abreviada de su actuación en el film de 1943 titulado Stage Door Canteen.
En 1941, Gypsy Rose Lee escribió una novela de misterio, The G-String Murders, la cual se trasladó al cine en 1943 con el film La estrella del Variedades (Lady of Burlesque), protagonizada por Barbara Stanwyck. Aunque algunos sostienen que la novela fue escrita realmente por Craig Rice, otros mantienen que hay suficiente evidencia escrita en forma de manuscritos y correspondencia de Lee para probar su autoría en gran parte del texto, aunque bajo supervisión de Rice y otros, incluyendo a su amigo y mentor, el editor George Davis. La segunda novela de Lee, Mother Finds a Body, fue publicada en 1942.
En 1943, participó en The Exhibition by 31 Women que se realizó en la galería de arte de Peggy Guggenheim el Art of this Century en Nueva York.

## Vida personal
Mientras trabajaba con los Minsky, Gypsy Rose Lee tuvo relaciones con diferentes personalidades, desde el humorista Rags Ragland a Eddy Braun. En Hollywood, se casó con Arnold "Bob" Mizzy el 25 de agosto de 1937, tras la insistencia de los estudios cinematográficos para hacerla parecer un poco más respetable. Gypsy estuvo un tiempo enamorada de Michael Todd y, en 1942, en un intento por darle celos, se casó con Alexander Kirkland. Se divorciaron en 1944. Estando casada con Kirkland tuvo un hijo fruto de una relación adúltera con Otto Preminger; recibió el nombre de Erik Lee y ha sido conocido como Erik Kirkland, Erik de Diego y Erik Preminger. Gypsy Lee se casó por tercera vez en 1948, con Julio de Diego, pero también se divorciaron. Tuvo una aventura pública con la escritora Carson McCullers.  

## Últimos años

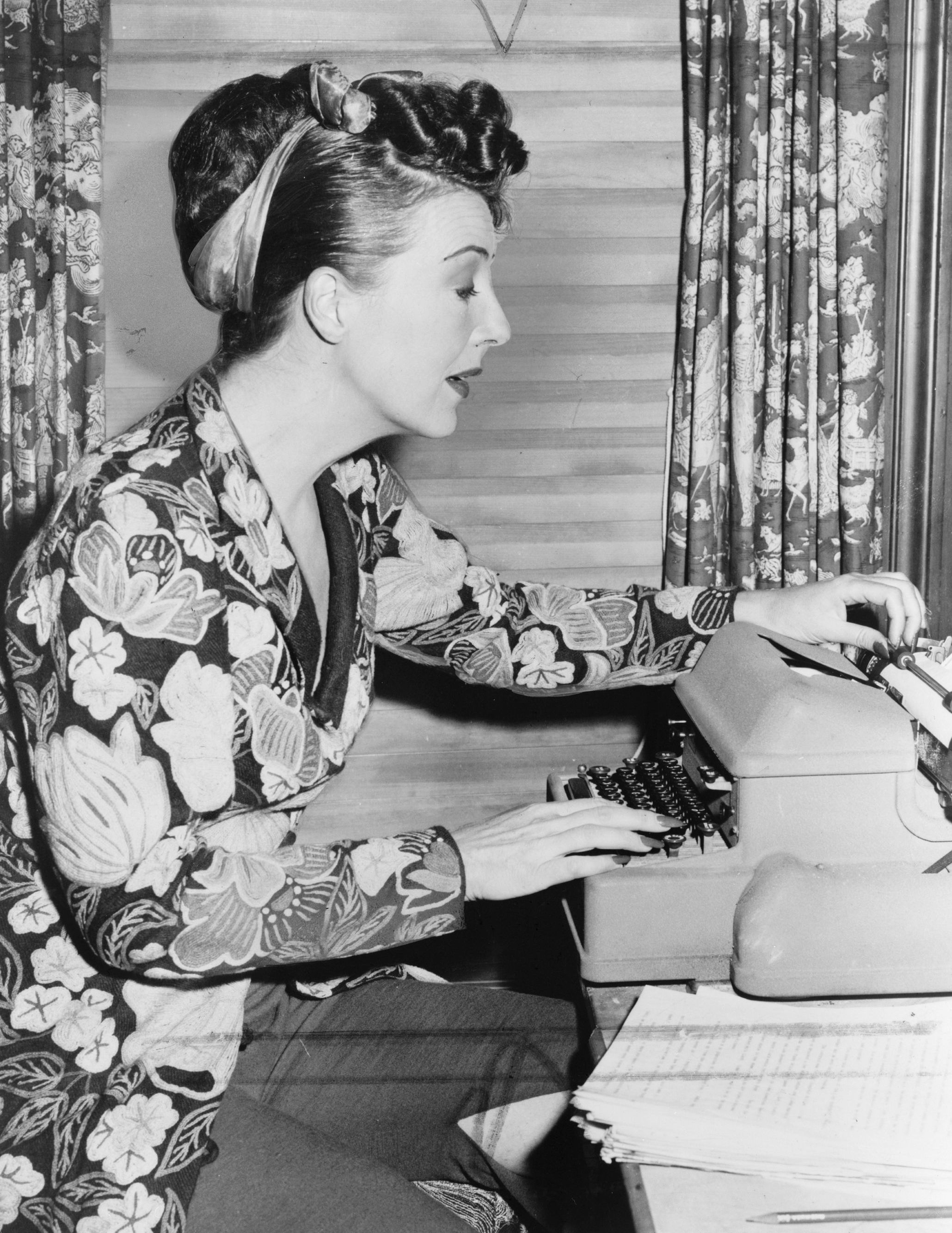
Gypsy Rose Lee en 1956.

Tras la muerte de su madre, Gipsy y su hermana se sintieron libres para escribir sobre ella sin arriesgarse a una demanda. Las memorias de Gypsy, tituladas Gypsy, se publicaron en 1957 y fueron el material sobre el que se basó el musical de Jule Styne, Stephen Sondheim, y Arthur Laurents titulado Gypsy: A Musical Fable. June Havoc no estuvo de acuerdo con el modo en el que la retrataban en la obra, pero finalmente la persuadieron (y pagaron) para que no se opusiera. El musical y el film basado en él dieron buenas ganancias a Gipsy, pero supuso el distanciamiento de las dos hermanas.
Posteriormente Gypsy Rose Lee presentó el programa de televisión de la cadena de San Francisco KGO-TV Gypsy. En 1969 le diagnosticaron un cáncer de pulmón metastatizado, lo cual hizo que se reconciliara con June antes de su muerte.
En su domicilio en Los Ángeles tenía obras de Joan Miró, Pablo Picasso, Marc Chagall, Max Ernst y Dorothea Tanning, todos los cuales habrían sido regalados por los mismos artistas. Al igual que Picasso, apoyó al Frente Popular en la guerra civil española, y recogió fondos para ayudar a los niños españoles durante el conflicto.

## Muerte
Gypsy Rose Lee falleció a causa de un cáncer en Los Ángeles, California en 1970. Está enterrada en el cementerio Inglewood Park de Inglewood (California).

## Filmografía
- You Can't Have Everything - 1937
- Ali Baba Goes to Town - 1937
- Sally, Irene and Mary - 1938
- Battle of Broadway - 1938
- My Lucky Star - 1938
- Stage Door Canteen - 1943
- Belle of the Yukon - 1944
- Babes in Bagdad (Muchachas de Bagdad) - 1952
- Screaming Mimi - 1958
- Wind Across the Everglades - 1958
- The Stripper (Rosas perdidas) - 1963
- The Trouble with Angels - 1966
- Around the World of Mike Todd - 1968

## Televisión
- Think Fast - 1949
- The Gypsy Rose Lee Show - 1958
- Who Has Seen the Wind? - 1965
- Gypsy - 1965
- Batman - 1966
- The Pruitts of Southampton - 1966
- The Over-the-Hill Gang - 1969
- The Hollywood Squares - 1969